# Vasaramäki
Vasaramäki est un quartier du district d'Uittamo-Skanssi à Turku en Finlande,.

## Description
Vasaramäki est situé à environ trois kilomètres au sud-est du centre-ville.
Le parc de logements de Vasaramäki se compose principalement de maisons de ville et de maisons individuelles.
Il y a aussi des immeubles résidentiels en bordure du quartier.
Le district de Vasaramäki est bordé par lescrues Hippoksentie, Uudenmaantie, Skarppakullantie et Lemminkäisenkatu.
Le quartier est connu pour son quartier style fonctionnaliste et poyr l'ancienne salle paroissiale conçue par Erik Bryggman.
La zone d'habitation située sur la colline au sud de Hautausmaantie a été conçue, entre-autres, par le professeur et architecte Pekka Pitkänen, qui travaillait comme assistant d'Erik Bryggman, et Olavi Laisaari, qui a travaillé comme architecte du plan d'urbanisme de Turku.
Vasaramäki est voisin des quartiers de Kupittaa, Itäharju, Kurjenmäki, Luolavuori, Peltola, Skanssi et Huhkola.

## Galerie

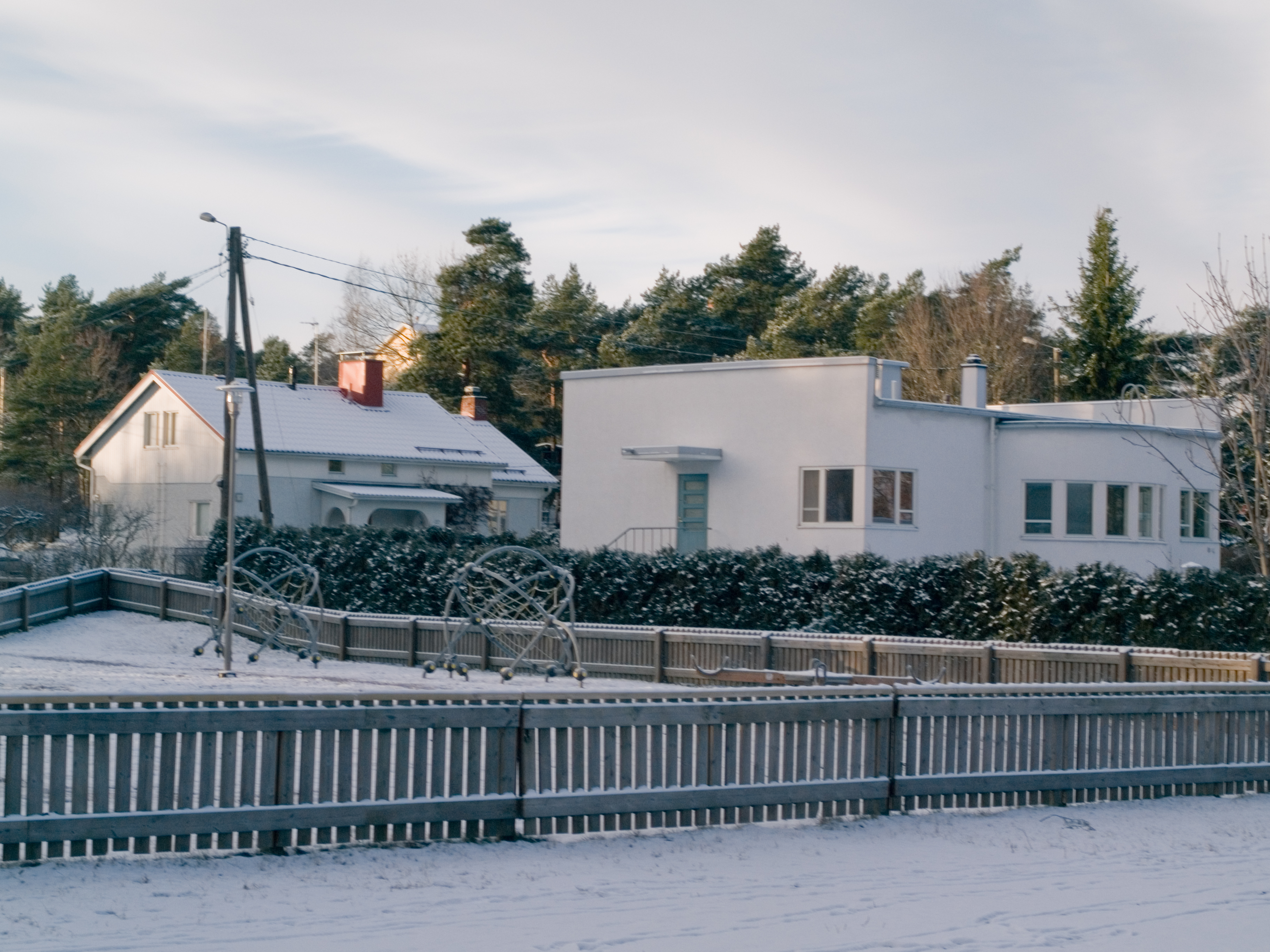
Turjanpuisto à côté du quartier fonctionnaliste de Vasaramäki.
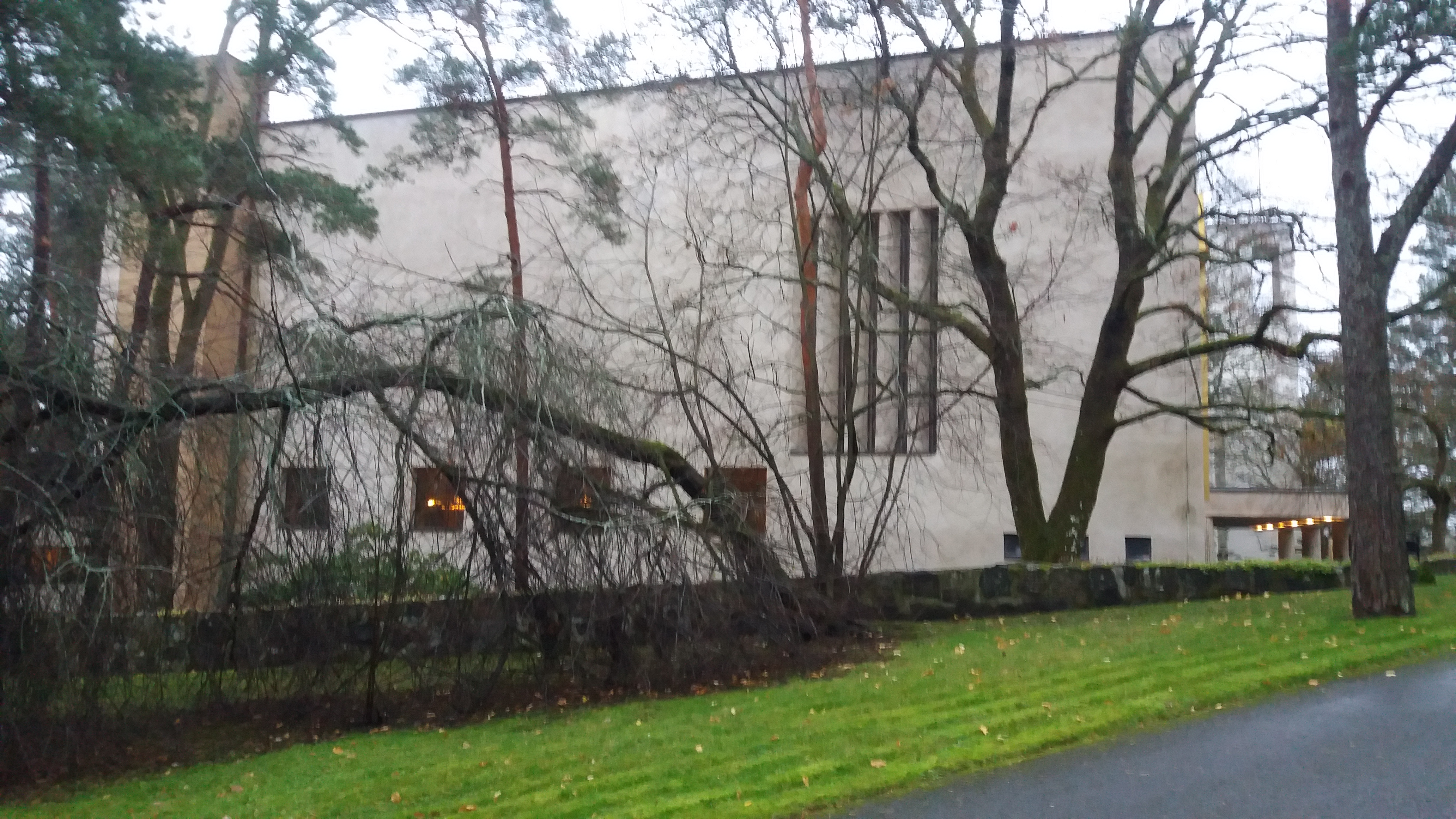
Chapelle de la Résurrection
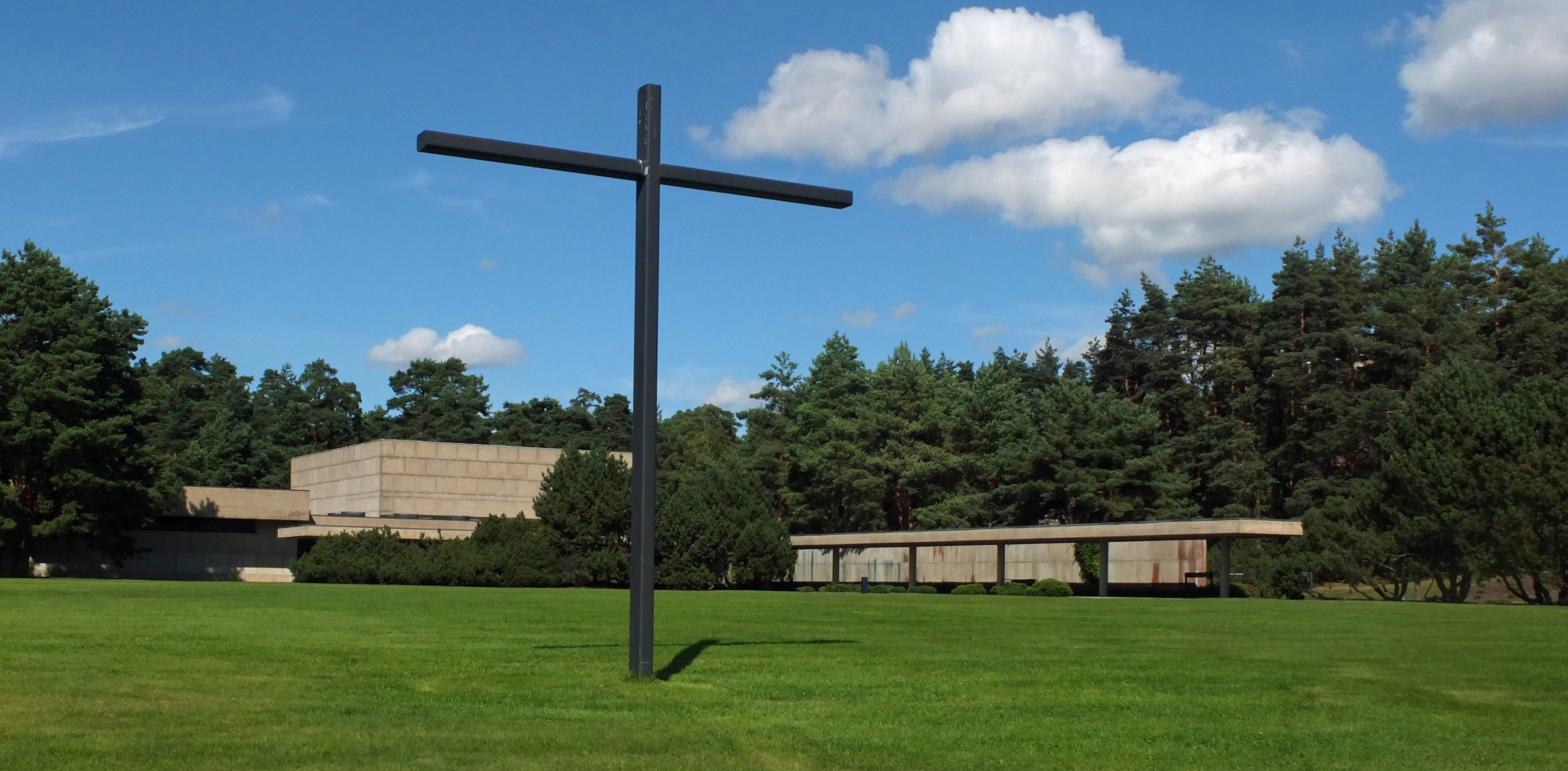
Chapelle de la Sainte-Croix